# DejaVuフォント
DejaVuフォント (デジャヴフォント) は、Unicode用ラージフォントである。
Bitstream Veraフォントの改変版で、オリジナルを拡張してUnicodeのCJK統合漢字を除いた大部分をカバーし、さらに多くのスタイルを提供するようにデザインされた。Bitstream Veraファミリーは主にUnicodeの基本ラテン文字およびラテン1補助の範囲（ISO-8859-15と概ね等価である）に限定されていたが、改変を許可するライセンスの下でリリースされた。DejaVuフォントプロジェクトは「協調開発の過程を通して、広範囲の文字群を提供する ― 元のルック・アンド・フィールを維持しながら ― 」目的ではじまった。フォントの開発は多くの貢献者によって行われ、Wikiやメーリングリストを通じて組織された。
DejaVuフォントプロジェクトはシュテパン・ロー (Štěpán Roh) によって開始された。長い年月の間に、やはりBitstream Vera書体を拡張する、既存のいくつかのプロジェクト ― Olwenフォントファミリー、Bepa、Arevフォント（部分的）、SUSEスタンダードフォントを含む ― を併合していった。フォントは自由という意味でのフリーであり、それゆえに自由に埋め込むことが許されている。DejaVuフォントはSourceForge.netのDeJaVuプロジェクトから入手できる。

## 印刷上非互換な文字体系の扱い
最近になって、ラテン文字、ギリシア文字、キリル文字（LGC）など印刷上で類似する文字体系とは、印刷上では非互換な文字体系の扱いについて、DejaVuコミュニティ内部でいくつかの質問があった。
最も特筆すべきこととしてアラビア文字が追加されたが、それはいくつかのソフトウェア非互換性の問題を引き起こした。さらに付け加えると、ラテンおよびアラビア文字は根本的に書体へのアプローチが異なっている：ラテンフォントはセリフとサンセリフ版があるのに対し、アラビアフォントは異なる特質を持つ（イスラームの書法を参照）。異なるラテン書体と異なるアラビア書体の混合をどのようにプロジェクトが取り扱うのかは依然として不確実である。アラビア文字とその他の文字の不確実な現状は、ラテン、ギリシア、それにキリル文字のみを収録したDejaVuフォントのサブセットであるDejaVu LGCの発生につながった。

## 範囲
DejaVuはUnicodeのサブセットであるMES-1、MES-2、希望的にはMES-3に含まれる全ての文字 ― アルファベットやアブジャド（音素文字）、それに記号 ― の完全な網羅を目的とするアクティブなプロジェクトである。小さなサイズでもクリアな表示を得るためのさらなるヒンティング規則を含む、いくつかの追加作業が必要とされているが、その範囲は既に相当なものである。優れた印刷のためのサンセリフおよびセリフのカーニング規則のいくつかは依然として開発中である。それらのスタイルで合字を創り出す作業のいくつかも依然として必要とされている。多くの合字や（字形）置換の機能を必要とする複雑なインド系アブギダ文字群のサポートをプロジェクトが収録するかどうかは現時点では依然として不明である。
バージョン2.29の時点では、以下のUnicodeブロックの文字を収録している。（示された分数は各々のブロックにおいてDejaVuフォントが収録している文字数である。）
| - 基本ラテン文字 (95/95) - ラテン1補助 (96/96) - ラテン文字拡張A (128/128) - ラテン文字拡張B (208/208) - IPA拡張 (96/96) - 前進を伴う修飾文字 (63/80) - ダイアクリティカルマーク（合成可能） (93/112) - ギリシア文字及びコプト文字 (134/134) - キリール文字 (256/256) - キリール文字補助 (34/36) - アルメニア文字 (86/86) - ヘブライ文字 (54/87) - アラビア文字 (115/250) - ンコ文字 (54/59) - タイ文字 (1/87) - ラオス文字 (65/65) - グルジア文字 (83/83) - 統合カナダ先住民音節 (404/630) - オガム文字 (29/29) - 音声記号拡張 (105/128) - 音声記号拡張補助 (38/64) - ダイアクリティカルマーク（合成可能）補助 (6/41) - ラテン文字拡張追加 (248/256) - ギリシア文字拡張 (233/233) - 一般句読点 (105/107) - 上付き・下付き (34/34) - 通貨記号 (22/22) - 記号用ダイアクリティカルマーク（合成可能） (7/33) - 文字様記号 (75/80) - 数字に準じるもの (50/54) - 矢印 (112/112) | - 数学記号 (256/256) - その他の技術用記号 (117/232) - 制御機能用記号 (2/39) - 囲み英数字 (10/160) - 罫線素片 (128/128) - ブロック要素 (32/32) - 幾何学模様 (96/96) - その他の記号 (182/191) - 装飾記号 (174/174) - その他の数学記号A (9/44) - 補助矢印A (16/16) - ブライユ点字 (256/256) - 補助矢印B (128/128) - その他の数学記号B (13/128) - 補助数学記号 (72/256) - その他の記号及び矢印 (35/82) - ラテン文字拡張C (28/29) - ティフナグ文字 (55/55) - 補助句読点 (6/49) - 易経記号 (64/64) - キリール文字拡張B (31/78) - 声調修飾文字 (20/32) - ラテン文字拡張D (43/114) - アルファベット表示形 (58/58) - アラビア表示形A (72/595) - 字形選択子 (16/16) - 半記号（合成可能） (4/7) - アラビア表示形B (141/141) - 特殊用途文字 (5/5) - 太玄経記号 (87/87) - 数学用英数字記号 (117/996) |

DejaVu Serif
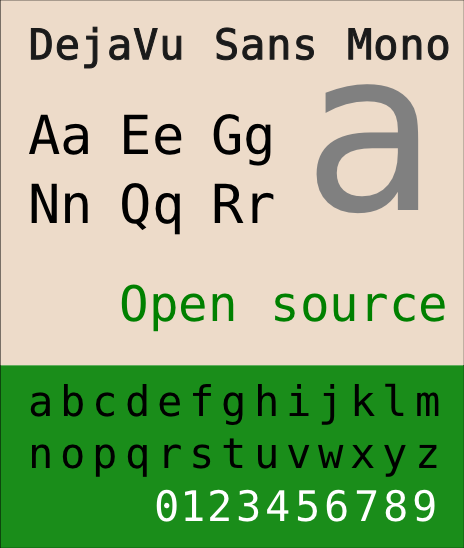
DejaVu Sans Mono
DejaVu Sans

## スタイル
オリジナルのBitstream Veraフォントで提供されていた10のスタイルは21スタイルに増加された。
| DejaVu Sans              | DejaVu Serif             | DejaVu Sans Mono |
| ------------------------ | ------------------------ | ---------------- |
| Book / Oblique           | Book / Oblique           | Book / Oblique   |
| Bold / Oblique           | Bold / Oblique           | Bold / Oblique   |
| Extralight               |                          |                  |
| Condensed / Oblique      | Condensed / Oblique      |                  |
| Condensed Bold / Oblique | Condensed Bold / Oblique |                  |